# サチのお寺ごはん
『サチのお寺ごはん』（サチのおてらごはん）は、かねもりあやみによる日本のグルメ漫画、およびそれを原作としたテレビドラマ。原案協力は久住昌之、監修は青江覚峰による。『Eleganceイブ』（秋田書店）にて、2015年4月号から2023年7月号まで連載。

## 概要
『孤独のグルメ』・『花のズボラ飯』などのグルメ漫画の原作を手掛けた久住昌之が、「料理僧」として知られる青江覚峰のレシピ集『お寺ごはん』を漫画化したものである。久住と青江は、久住のバンド・久住昌之&Blue Hipが出演したお寺ライブイベントで青江が料理を担当していたことから知り合った。青江から『お寺ごはん』の帯の文を依頼を受け、本を読んでこれを漫画にできないかと考えた久住は、編集者から作画のかねもりあやみを紹介され、かねもりが主人公の女性「臼井幸」を生み出し、漫画化に至った。ストーリーはかねもりに任され、久住は原案協力という立場に回っている。久住は、それまでの自身の作品とは作風も読者層も異なる『花のズボラ飯』が受け入れられたことがこの作品につながった、と述べている。
2017年に谷村美月主演で連続テレビドラマ化。谷村は5年ぶりの連続ドラマ主演となる。他主要キャストはBOYS AND MENの水野勝と田村侑久、その弟分グループ祭nine.の清水天規が演じる。寺のシーンは東京都品川区にある寺院・正徳寺で撮影された。この寺院は原作のモデルとなった場所である。

## あらすじ
27歳のOL・臼井幸は、「さちがうすい」というその名の通りに幸の薄い人生を送ってきた経験から、「人生、期待したら負け」を座右の銘にして暮らしている。日々仕事に追われる幸は、夕食はコンビニで買った弁当やインスタント食品で済ませている。ある日、コンビニで食料の買いだめをしている幸に、3人組の男の一人が「そんなご飯で元気出るの？」と声をかけてきた。彼らは縁泉寺の料理上手な住職・源導とその仲間たちだった。後日その男とコンビニで再会した幸は、縁泉寺での花見に誘われる。寺でふるまわれた精進料理や源導たちからの励ましの言葉に心を動かされた幸は、その翌日に久しぶりにスーパーで野菜と調味料を買って料理をしてみた。それからも縁泉寺に通って料理を教わり、心境も生活も少しずつ変化していく。

## 登場人物
臼井 幸（うすい さち）
本作の主人公「サチ」。27歳。広島出身で、イベント運営会社に勤める一人暮らしのOL。就職してからは全く料理をしておらず、「コンビニメニュー全制覇」などをしていた。学生時代に失恋してから、ずっと恋愛をしていなかった。しかし、唐丸からの告白を受け、交際するようになる。3人きょうだい（姉1人、兄1人）の末っ子。家族と話すときは広島弁でしゃべる。唐丸との交際が進んでいく中で部屋の合鍵を渡され、半同棲生活となっている。仕事は笑子の会社に誘われ、転職した。唐丸の転勤により遠距離恋愛となったが、休暇に転勤先の小豆島を訪れて会うなど、関係は続いている。
源導（げんどう）
縁泉寺の住職。本名は深山導陽（みやま みちはる）。31歳だが、恋愛経験はない。穏やかな性格で、「美坊主」として周囲の評判も良いが、料理以外のことは不器用である。よく見合い話を持ちかけられているが、幸のことが気になっている。寺で作る料理は基本的に精進料理だが、檀家から頂いた物なら肉類も食べる。機械音が大の苦手で、調理にミキサーやブレンダーなどを使うときは小木などに任せ、耳をふさぐようにしている。聖子の思いに気づかず的外れな発言をしてしまい、聖子から「愚鈍!」と罵られてからは、聖子とも真剣に向き合うようになった。その後も聖子に的外れな発言をして傷つけてしまうこともあったが、意を決して告白。聖子と結婚することになった。
唐丸 篤（からまる あつし）
実家の寺を継ぐために一人暮らしをして仏教系の大学に通う学生。幸に最初に声をかけた。一向に彼女が出来ないため、彼女がいる小木や大学の友人たちのことを羨むことがある。のちに幸に告白し、付き合うようになった。学部卒業後は大学院に進学。院修了後は一般企業に就職している。学生時代は学生寮に住んでいたが、就職に伴いアパートを借り、幸と半同棲生活をしている。その後、会社の新規プロジェクト立ち上げのため小豆島に転勤となり、幸とは遠距離恋愛となる。
小木 武徳（おぎ たけのり）
オーガニック料理店を開きたいという夢があり、精進料理を学ぶため源導に弟子入りした青年。優しく博識で、通っている料理学校の女性たちから人気がある。同棲をしているマキという彼女がいたが、「好きな人ができた」と言われ別れた。のちに創作料理の店を開店し、小夜を従業員として雇っている。
マキ
アクセサリー作家で、小木の元彼女。笑子と一緒に仕事をしていく中で、彼女に恋愛感情を持つようになり告白。現在は笑子と同棲している。
前澤笑子（まえさわ えみこ）
幸の同僚。MBA保持で、仕事ができるキャリアウーマン。のちに独立し、新たに会社を立ち上げる。さらに幸を会社に誘い、幸も転職を果たした。仕事仲間のマキに告白され、恋人として一緒に住んでいる。
向井
幸と同じ会社に勤める男性社員。営業部所属。非常に強引な性格で、あらゆる手段で幸に迫ってくる。
有村 幸治（ありむら こうじ）
幸が合コンで知り合って親しくなったサラリーマン。彼女がいるが、幸と二股をかけており、幸と彼女が鉢合わせしたときは、幸のことを「会社の人」と言ってごまかした。
中布 小夜（なかぬの さよ）
小木と同じ料理教室に通っている女性。小木のことが好きだが、のちに妻子ある年の離れた男性と付き合うようになる。「真剣交際」だと語っており、「不倫」と言われると激怒する。しかし、その男性にはアマゾンギフト券を5000円分だけ「口止め料」として渡されて逃げられた。のちに小木の開いた創作料理店の従業員となる。メガネをかけていたが、実は伊達メガネであり、小木の店の店員となってからは外している。
深山 陽一（みやま よういち）
源導の父親。寺を継ぐのが嫌で家を出て、音楽の仕事に就いて日本全国を放浪している。放蕩な性格から、妻は家を出ていき、父の龍源や息子の源導からも厳しい言葉を浴びせられている。しかし一切意に介していない。
良花（よしか）
源導の母で、陽一の元妻。陽一と離婚後は華道教室を開いており、聖子も生徒の1人である。離婚して寺を出るときに源導を一緒に連れていこうとしたが、源導の「寺に残りたい」という要望を受け入れ、独りで寺を出た。離婚後も陽一とはまったく不仲というわけではなく、時々2人で会っている。
臼井 美里（うすい みさと）
幸の母親。56歳。夫、娘、息子、孫（息子の娘）と一緒に広島で暮らしている。
臼井 和彦（うすい かずひこ）
幸の父親。建築士。
臼井 恵子（うすい けいこ）
幸の姉。35歳。バツ2で現在は独身。IT企業に勤めている。
臼井 薫（うすい かおる）
幸の兄。娘がいる。
臼井 みく（うすい みく）
薫の娘。5歳。
龍源（りゅうげん）
縁泉寺の住職。源導の祖父。89歳。穏やかな源導とは対照的に感情的になりやすい性格。食に関しては「食べたいものを食べる」をモットーにしており、焼き魚や卵料理なども毎日食べている。
清川 聖子（きよかわ せいこ）
源導の見合い相手。寺の三女で、容姿端麗、学業優秀と、非の打ち所がない女性。そのためか、見合い相手の男性は気負いして断ってくること多く、なかなか良縁に恵まれなかった。源導が幸に好意を抱いていることに気づいており、幸をライバル視し、当初は幸に対して厳しい言葉を浴びせていた。しかし、幸が聖子の着物を褒めたことをきっかけに意気投合し、何でも話し合える仲となった。幸と関わっていくことを通じて、道源に積極的にアプローチするようになる。道源を「導陽さん」と本名で呼んでいる。源導の的外れな発言に傷つくこともあったが、のちに源導の告白を受け入れ、結婚することになった。

## 書誌情報
- かねもりあやみ・久住昌之・青江覚峰 『サチのお寺ごはん』 秋田書店〈A.L.C. DX〉、全13巻
  1. 2015年11月16日発売[8]、ISBN 978-4-253-15961-6
  2. 2016年5月6日発売[9]、ISBN 978-4-253-15962-3
  3. 2016年11月16日発売[10]、ISBN 978-4-253-15963-0
  4. 2017年6月16日発売[11]、ISBN 978-4-253-15964-7
  5. 2018年4月16日発売[12]、ISBN 978-4-253-15965-4
  6. 2019年3月18日発売[13]、ISBN 978-4-253-15968-5
  7. 2019年11月15日発売[14]、ISBN 978-4-253-15969-2
  8. 2020年9月16日発売[15]、ISBN 978-4-253-15970-8
  9. 2021年6月16日発売[16]、ISBN 978-4-253-15998-2
  10. 2022年1月14日発売[17]、ISBN 978-4-253-15999-9
  11. 2022年7月14日発売[18]、ISBN 978-4-253-16000-1
  12. 2023年1月16日発売[19]、ISBN 978-4-253-16239-5
  13. 2023年8月16日発売[20]、ISBN 978-4-253-16240-1

## テレビドラマ
制作プロダクションはキュー・テック。2017年7月から名古屋テレビ放送（メ〜テレ）、テレビ神奈川（tvk）、千葉テレビ放送（チバテレ）、京都放送（KBS京都）、サンテレビジョン、長野放送、RKB毎日放送、BS12で放送。制作に関しては、「2017「サチのお寺ごはん」製作委員会」とのみ記されており、テレビ局は制作に関与していない。監督は古厩智之。
テレビドラマでは、唐丸は脱サラをして実家の寺を継ぐべく修行する元社会人、小木は大学生、という設定に変わっている。

### キャスト
- 臼井幸：谷村美月（幼少期：下澤美礼、新生児：阿部りさ）
- 源導：水野勝（幼少期：水野叶大）
- 唐丸篤：田村侑久 - 実家は愛知県の過疎地。
- 小木武徳：清水天規 - 大学では経営学専攻。
- 前澤笑子：小林涼子 - 幸の同僚。MBA保持のキャリアウーマン。
- 大原仁志：吉田悟郎 - 幸の同僚。幸を「サチウス」と呼んでいる。
- 木田千夏：芋生悠 - 幸の同僚
- 松本由依：藤本泉 - 幸の友人。「まっちゃん」と呼ばれている。
- 元木圭子：エド・はるみ - 幸の同僚
- 課長：斉藤陽一郎 - 幸の上司
- 有村幸治：植木祥平
- 深山陽一：近江谷太朗（幼少期：内田祐誠）
- 臼井美里：古村比呂
- 龍源：久保晶

### スタッフ
- 原作：かねもりあやみ・久住昌之（原案協力）・青江覚峰（監修）『サチのお寺ごはん』（秋田書店）
- 監督：古厩智之
- 脚本：松井香奈、逢坂夏子
- 監修：青江覚峰
- 音楽：ペイズリィ8
- 主題歌：祭nine.「オマエもかっ!?」（テイチクエンタテインメント）
- 劇中歌：沢田ヒロユキ「飛べない鳥」
- プロデューサー：植村真紀
- 共同プロデューサー：丸目博則
- ラインプロデューサー：岩淵規
- 制作プロダクション：キュー･テック
- 制作協力：メディアンド
- 製作：2017「サチのお寺ごはん」製作委員会

### 放送日程
| 各話   | サブタイトル                                | 脚本              |
| ------ | ------------------------------------------- | ----------------- |
| 第一膳 | 茄子の利休汁 サチウス娘のお寺ごはん入門     | 松井香奈          |
| 二の膳 | もろこし尽くし ムクミと焦りにさようなら！   | 松井香奈          |
| 三の膳 | お母さんのじゃがいも 心のカドを取りましょう | 逢坂夏子          |
| 四の膳 | お寺スイーツ カンペキ女子などいなかった!?   | 松井香奈          |
| 五の膳 | 飛龍頭 男の胃袋つかみ隊                     | 逢坂夏子          |
| 六の膳 | 癒しの豆乳鍋 夏風邪、お盆、源導さん         | 松井香奈          |
| 七の膳 | 不思議な透明スープと雷豆腐 源導の父帰る     | 松井香奈          |
| 八の膳 | お餅つき コネて叩いて仲良しに！             | 逢坂夏子          |
| 九の膳 | 酢飯の天ぷら 残り物にも幸がある             | 逢坂夏子          |
| 十の膳 | ふたたびの利休汁 幸せはきっと届く           | 松井香奈 逢坂夏子 |

### ネット局
| 放送地域   | 放送局           | 系列           | 放送期間                | 放送日時                     | 備考     |
| ---------- | ---------------- | -------------- | ----------------------- | ---------------------------- | -------- |
| 長野県     | 長野放送         | フジテレビ系列 | 2017年7月17日 - 9月25日 | 月曜 1:55 - 2:25（日曜深夜） | [ 注 1 ] |
| 中京広域圏 | メ〜テレ         | テレビ朝日系列 | 2017年7月18日 - 9月26日 | 火曜 0:20 - 0:50（月曜深夜） |          |
| 神奈川県   | テレビ神奈川     | 独立局         | 2017年7月19日 - 9月20日 | 水曜 23:00 - 23:30           | [ 注 2 ] |
| 全国       | BS12 トゥエルビ  | BS放送         | 2017年7月22日 - 9月30日 | 土曜 21:30 - 22:00           | [ 注 3 ] |
| 京都府     | KBS京都          | 独立局         | 2017年7月22日 - 9月23日 | 土曜 23:30 - 24:00           |          |
| 兵庫県     | サンテレビ       | 独立局         | 2017年7月22日 - 9月23日 | 土曜 23:30 - 24:00           |          |
| 福岡県     | RKB毎日放送      | TBS系列        | 2017年7月24日 - 10月9日 | 月曜 1:05 - 1:35（日曜深夜） |          |
| 千葉県     | 千葉テレビ       | 独立局         | 2017年7月30日 - 10月1日 | 日曜 23:30 - 24:00           | [ 注 4 ] |
| 北海道     | 北海道テレビ放送 | テレビ朝日系列 | 2017年8月9日 - 10月11日 | 水曜 1:20 - 1:50（火曜深夜） |          |